# 포항장성고등학교
포항장성고등학교(浦項長城高等學校)는 대한민국 경상북도 포항시 북구 장성동에 위치한 공립 고등학교이다.

## 학교 연혁
- 2002년 5월 9일 : 장성고등학교 설립계획 수립(완성학급 30학급)
- 2003년 10월 20일 : 신축교사 완공 (4층 연면적 12,663.6m2)
- 2004년 3월 1일 : 개교
- 2004년 3월 3일 : 초대 최붕렬 교장 취임
- 2004년 3월 3일 : 제1회 입학식(신입생 280명 남 4학급 140명, 여 4학급 140명)
- 2004년 11월 19일 : 개교기념식 및 제1회 송매작품전시회
- 2005년 3월 1일 : 포항장성고등학교로 교명 변경
- 2021년 12월 23일 : 제16회 졸업식(졸업생 206명, 누계 4,629명)
- 2022년 3월 1일 : 제9대 허홍범 교장 취임
- 2022년 3월 2일 : 제19회 입학식(신입생 209명 남 4학급 94명, 여 5학급 115명)

## 참고 자료
- 포항장성고등학교 - 한국교육학술정보원 학교알리미